# 2007 en Turquie
Cet article présente les faits marquants de l'année 2007 en Turquie.

## Évènements
- Vendredi 19 janvier : à Istanbul, le journaliste turc arménien, Hrant Dink, est assassiné. Il était un des plus ardents défenseurs de la minorité arménienne et militait pour la réconciliation entre Arméniens et Turcs.
- Samedi 14 avril : À Ankara, à l'appel des mouvements kémalistes, plus de trois cent mille personnes manifestent contre l'éventuelle candidature à la présidence de la République, de Recep Tayyip Erdoğan, le Premier ministre islamiste.
- 24 avril : à la suite des manifestations des mouvements kémalistes, le premier ministre Recep Tayyip Erdoğan se désiste de la candidature présidentielle au profit de son ministre des Affaires étrangères Abdullah Gül.
- 27 avril : Premier tour de l'élection présidentielle au Parlement avec un unique candidat, le ministre islamiste des Affaires étrangères, Abdullah Gül. Le scrutin est boycotté par les députés de l'opposition ce qui a empêché que le quorum soit atteint.
- 1er mai : Le premier tour de l'élection présidentielle du 27 avril au Parlement, boycotté par les députés de l'opposition, est annulé par la Cour constitutionnelle, pour quorum non atteint (présence de deux-tiers des députés).
- 2 mai : Le Premier ministre Recep Tayyip Erdoğan demande des élections législatives anticipées.
- 3 mai : Le Parlement fixe les élections législatives anticipées au 22 juillet 2007.
- 7 mai : Le ministre des Affaires étrangères Abdullah Gül renonce à sa candidature à la présidence de la République.
- 10 mai : Le Parlement vote une série de réformes constitutionnelles dont l'élection du président de la République par le suffrage universel.
- 23 mai : À Ankara, un attentat à la bombe cause la mort de 70 personnes et fait 90 blessés.
- 25 mai : Le Président Ahmet Necdet Sezer rejette l'amendement constitutionnel instaurant l'élection au suffrage universel du président de la République turque.
- 22 juillet : élections législatives turques. Large victoire de l'AKP qui obtient 47 % des suffrages.